# U-426
U-426 — средняя немецкая подводная лодка типа VIIC времён Второй мировой войны. Совершила два патруля в составе семи волчьих стай. Потопила один корабль противника (6 625 брт).

## История

### Постройка
Была заложена в Данциге 20 июня 1942 года под заводским номером 127, 6 февраля 1943 года была спущена на воду, 12 мая была принята в строй под командованием капитан-лейтенанта Кристиана Рейха.

### Служба
Состояла в 8-й флотилии до 1 октября 1943 года, затем была переведена в 11-ю флотилию.

### Патрули и потеря

#### Первый патруль
Первое плавание проходило из Киля в Берген. Затем, 5 октября 1943 года, лодка покинула Берген и направилась в Атлантику. 15 октября она потопила корабль Британии Essex Lance в 408 морских милях от мыса Фарвель. 29 ноября прибыла в Брест в оккупированной Франции.

#### Второй патруль
U-426 отправилась на второй патруль 3 января 1944 года. 8 января была потоплена глубинной бомбой, сброшенной с австралийского самолёта Short Sunderland.
Погиб 51 человек — все находящиеся на борту.

### Волчьи стаи
U-426 участвовала в семи волчьих стаях:
1. Schlieffen (16–22 октября 1943)
2. Siegfried (22–27 октября 1943)
3. Siegfried 2 (27–30 октября 1943)
4. Jahn (30 октября - 2 ноября 1943)
5. Tirpitz 4 (2–8 ноября 1943)
6. Eisenhart 9 (9–10 ноября 1943)
7. Schill 1 (16–21 ноября 1943)